# کوننی

کوننی شهری در شهرستان تانسیلا در استان بانوا در بورکینافاسوی غربی است و جمعیت آن ۱,۱۲۸ نفر است.